# Filip Gurłacz
Filip Grzegorz Gurłacz (ur. 12 lutego 1990 w Słupsku) – polski aktor.

## Życiorys

### Rodzina i edukacja
Jest synem skrzypaczki i aktora kabaretowego. Ma brata, Aleksandra.
Po ukończeniu liceum podjął studia inżynierskie na Uniwersytecie Warmińsko-Mazurskim w Olsztynie, ale ich nie ukończył. W 2015 został absolwentem Wydziału Sztuki Lalkarskiej Akademii Teatralnej im. Aleksandra Zelwerowicza w Białymstoku.

### Kariera zawodowa
Na dużym ekranie zadebiutował rolą „Rogala” w filmie Jana Komasy Miasto 44 (2014). Następnie zagrał epizodyczne role w serialach 2XL i Komisarz Alex, a także Konrada w ostatnim filmie Andrzeja Wajdy Powidoki (2016). Popularność na szklanym ekranie przyniosły mu role w serialach: M jak miłość, Wataha, Zakochani po uszy i Pierwsza miłość. 
W 2020 zajął drugie miejsce w finale 13. edycji programu rozrywkowego Twoja twarz brzmi znajomo w telewizji Polsat. W 2021 dołączył do stałej obsady serialu Dzielnica strachu. W 2024 został laureatem Telekamery 2024 w kategorii aktor. W 2025 w parze z Agnieszką Kaczorowską zajął drugie miejsce w finale 16. edycji programu Dancing with the Stars. Taniec z gwiazdami w Polsacie.

### Życie prywatne
W sierpniu 2016 poślubił aktorkę Małgorzatę Patryn, z którą ma dwóch synów: Michała (ur. 2021) i Józefa.

## Filmografia

### Filmy fabularne
- 2020: Orzeł. Ostatni patrol – jako Jan Torbus
- 2019: Ikar. Legenda Mietka Kosza – jako „Rudy”
- 2016: Powidoki – jako Konrad
- 2014: Miasto 44 – jako „Rogal”

### Seriale
- od 2023: Korona królów Jagiellonowie - jako Arunas
- 2022:   Stulecie Winnych – jako Tomek
- od 2021: Dzielnica strachu – jako Marcin „Hrabia” Potoczny
- 2020:  Będzie dobrze, kochanie – jako Artur
- 2019–2021: Zakochani po uszy – jako Adrian Popiel
- od 2019: Pierwsza miłość – jako Oskar Korzeniowski
- 2019: Echo serca – jako Damian Krawczyk (odc. 1)
- 2019: Wataha – jako Marcin Gauza
- 2019: 1983 – jako Filip Torzecki, syn Angeliki
- 2018: Komisarz Alex – jako Marek Konik (odc. 134)
- 2018–2019: Leśniczówka – jako Michał Orłowski
- 2018–2019: M jak miłość – jako aspirant Robert Wroński
- 2018: W rytmie serca – jako Paweł Dąbek (odc. 37)
- 2018: Za marzenia – jako policjant Pastuszka
- 2017: Lekarze na start – jako doktor Łukasz Zbierski
- 2017: Wojenne dziewczyny – jako „Grywałt” (odc. 7, 8)
- 2016: O mnie się nie martw – jako Michał Żurawski (odc. 63)
- 2015: Aż po sufit! – jako Paweł, chłopak Olgi (odc. 6)
- 2015: Skazane – jako Maciej Miller
- 2014: Komisarz Alex – jako Kamil Garstka (odc. 55)
- 2014: M jak miłość – jako Arek
- 2013: 2XL – jako Olgierd